# Jablanica (Bulharsko)
Jablanica (bulharsky Ябланица) je město ležící na centrálním severu Bulharska, v horách na rozhraní Staré Planiny a Předbalkánu. Město je správním střediskem stejnojmenné obštiny a má přibližně 2 600 obyvatel.
Nedaleko od něj provizorně končí dálnice Chemus ve směru od Sofie.

## Historie
Místo bylo osídleno od paleolitu, o čemž svědčí archeologické nálezy. Ty také dokládají i pozdější osídlení v období 1900 – 900 př. n. l. Ze starověku pocházejí zdejší thrácké pohřební mohyly a byly tu nalezeny i stříbrné mince z doby římské. První zmínky o sídle pocházejí z roku 1430 z osmanského soupisu obcí v nově porobených oblastech. V jeho šestém svazku je zapsána obec Ablanica, z čehož se usuzuje, že sídlo existovalo již před dobytí Osmanskou říší a že název pochází ze starořeckého slova ablan, což znamená vysoký topol. Díky své centrální poloze byla Jablanica vždy důležitou křižovatkou ve zdejší oblasti.

## Obyvatelstvo
Ve městě žije 2 606 obyvatel a je zde trvale hlášeno 2 747 obyvatel. Podle sčítání 1. února 2011 bylo národnostní složení následující:
- Bulhaři: 2 231 (89.1 %)
- Romové: 249 (9.9 %)
- Turci: 11 (0.4 %)
- ostatní: 13 (0.5 %)